# أبو جعفر اليمني
أبو جعفر (ولد: غير معروف – توفي: 10 مايو 2001) مقاتل، شارك في تنفيذ عملية كمين موكب فوج المظلة رقم 51. لا يعرف عن حياته الشخصية الكثير.

## بدايته
وصل إلى الشيشان عام 1995، وشارك في الحرب الشيشانية الأولى.

## وفاته
قتل أبو جعفر اليمني وذلك في يوم السبت 18/2/1422هـ حيث كان خارجاً مع بعض المقاتلين من سلاح المهندسين لزراعة الألغام في طرق القوافل الروسية وأثناء قيامهم بزراعة الألغام إنفجر فيهم أحدها فقتل هو ومقاتل شيشاني وأبو بكر التركي .